# Allmendingen bei Bern
Allmendingen bei Bern ist eine politische Gemeinde im Verwaltungskreis Bern-Mittelland des Kantons Bern.

## Geographie
Allmendingen liegt zwischen Rubigen und Muri bei Bern südöstlich der Stadt Bern.

## Geschichte
Erstmals wurde die Ortschaft im Jahr 1239 als Landsitz von Rudolf von Alwandingen urkundlich erwähnt. Im 16. Jahrhundert wurde Alwandingen zu Allmendingen. Am 17. September 1946 besuchte Winston Churchill das Schloss Allmendingen.
Bis Ende 1992 war Allmendingen gemeinsam mit Rubigen und Trimstein Teil der politischen Gemeinde Rubigen und wurde erst ab dem 1. Januar 1993 eine eigenständige Gemeinde.

## Politik
Gemeindepräsident ist Alfred Jost (parteilos, Stand 2024).
Bei den Nationalratswahlen 2023 betrugen die Wähleranteile in Allmendingen (in Klammern die Veränderung im Vergleich zu den Wahlen 2019 in Prozentpunkten): SVP 33,33 % (+0,20), glp 14,15 % (+3,83), FDP 13,53 % (+0,54), SP 12,24 % (+1,41), Mitte 10,96 % (−3,49), Grüne 7,44 % (−2,01), EDU 3,27 % (+1,72), EVP 3,01 % (+0,75), Weitere 2,07 % (−2,95).

## Verkehr
Am 20. Juli 1922 wurde an der Bahnstrecke Bern–Thun die Haltestelle Allmendingen eröffnet. Diese lag allerdings abseits der Siedlung und war eher schwach frequentiert. Die Haltestelle wurde auf den Fahrplanwechsel 1982 aufgehoben. Die Gemeinde wird seitdem durch eine Buslinie des Regionalverkehrs Bern–Solothurn erschlossen. Durch das Dorfzentrum führt die Hauptstrasse 6. Der nächste Anschluss an die Autobahn A6 befindet sich in der Nachbargemeinde Muri bei Bern.